# Liste der Dichter im Ogura Hyakunin Isshu
Die Liste der Dichter im Ogura Hyakunin Isshu umfasst 100 Poeten von der altertümlichen bis zur frühen mittelalterlichen Literatur Japans, ein Zeitraum von ca. fünf- bis sechshundert Jahren. Die meisten von ihnen lebten in der Heian-Zeit (794–1185/1192), der Blütezeit der japanischen Hofdichtung.
Es handelte sich bei diesen 100 Dichtern fast ausschließlich um Aristokraten am Hof des Tennō (rund ein Drittel davon aus dem Geschlecht der Fujiwara). Einige wenige Ausnahmen hiervon bildeten u. a. adelige Beamte, ehemalige adelige Angehörige des buddhistischen Klerus und einige Hofdamen und -bedienstete.
Bei vielen sind allerdings die genauen Lebensdaten oder auch der soziale Status bis heute nicht bekannt. Etwaige Hinweise auf den weiteren sozialen Kontext sind im Kommentarfeld angegeben.
Andererseits sind manche weibliche Poeten im Ogura Hyakunin Isshu nur anhand ihres sozialen Kontextes (z. B. „Mutter von“) aufgeführt, ihre Eigennamen sind mitunter in Vergessenheit geraten.
Die Auflistung folgt in der Reihenfolge derjenigen aus dem Ogura Hyakunin Isshu. Die Illustrationen zu den Autoren stammen von einem Meiji-zeitlichem Kartensatz eines Uta-Garuta-Spiels.
| Nr. | Name „Amts“-bezeichnung                                           | kanji                           | Übersetzung (kursiv) Anmerkung | Lebensdaten         | Epoche des Wirkens            | Illustration |
| --- | ----------------------------------------------------------------- | ------------------------------- | --- | ------------------- | ----------------------------- | ------------ |
| 01  | Tenji Tenji-tennō                                                 | 天智 天智天皇                   | „Kaiser“ Tenji 38. Tennō | 626–672             | Asuka-Zeit                    |              |
| 02  | Jitō Jitō-tennō                                                   | 持統 持統天皇                   | „Kaiserin“ Jitō 41. Tennō | 645–703             | Asuka-Zeit                    |              |
| 03  | Kakinomoto no Hitomaro                                            | 柿本人麻呂                      | | ca. 660–720         | Asuka-Zeit/Nara-Zeit          |              |
| 04  | Yamabe no Akahito                                                 | 山部赤人                        | | um 700              | Asuka-Zeit/Nara-Zeit          |              |
| 05  | Sarumaru Sarumaru dayū (auch: taifu)                              | 猿丸 猿丸大夫                   | „Haushofmeister“ Sarumaru dayū = fünfter Hofrang nach dem Ritsuryō-System | ?                   | frühe Heian-Zeit (?)          |              |
| 06  | Ōtomo no Yakamochi chūnagon Yakamochi                             | 大伴家持 中納言家持             | „Hofberater“ Yakamochi General und hochrangiger Politiker | 718–785             | Nara-Zeit                     |              |
| 07  | Abe no Nakamaro                                                   | 阿倍仲麻呂                      | Gelehrter, und Politiker sowie Botschafter in China | ca. 698–770         | Asuka-Zeit/Nara-Zeit          |              |
| 08  | Kisen Kisen hōshi                                                 | 喜撰 喜撰法師                   | Mönch Kisen hōshi = buddhistischer Mönch, Priester | ?                   | frühe Heian-Zeit (?)          |              |
| 09  | Ono no Komachi                                                    | 小野小町                        | | ca. 809–901         | Heian-Zeit                    |              |
| 010 | Semimaru                                                          | 蝉丸                            | Blinder Biwa-Spieler | ?                   | frühe Heian-Zeit (?)          |              |
| 011 | Ono no Takamura sangi Takamura                                    | 小野篁 参議篁                   | „Staatsrat“ Takamura | 802–853             | Heian-Zeit                    |              |
| 012 | Henjō sōjō Henjō                                                  | 僧正 僧正遍昭                   | Priester Henjō sōjō = hoher buddhistischer Priester, „Bischof“ | 816–890             | Heian-Zeit                    |              |
| 013 | Yōzei Yōzei-in                                                    | 陽成 陽成院                     | abgedankter „Kaiser“ Yōzei 57. Tennō | 869–949             | Heian-Zeit                    |              |
| 014 | Minamoto no Tōru Kawara no sadaijin                               | 源融 河原左大臣                 | „Kanzler zur Linken“ Kawara Sohn des Saga tennō, hochrangiger Beamter | 822–895             | Heian-Zeit                    |              |
| 015 | Kōkō Kōkō-tennō                                                   | 光孝 光孝天皇                   | „Kaiser“ Kōkō 58. Tennō | 830–887             | Heian-Zeit                    |              |
| 016 | Ariwara no Yukihira chūnagon Yukihira                             | 在原行平 中納言行平             | „Hofberater“ Yukihira Hochrangiger Beamter und Bruder von Narihara | 818–893             | Heian-Zeit                    |              |
| 017 | Ariwara no Narihira Ariwara no Narihira ason                      | 在原業平 在原業平朝臣           | Höfling (*) Ariwara no Narihira Bruder von Yukihira *„Höfling“ meint hochrangige Person am Hof des tennō                                                                                         | 825–880             | Heian-Zeit                    |              |
| 018 | Fujiwara no Toshiyuki Fujiwara no Toshiyuki ason                  | 藤原敏行 藤原敏行朝臣           | Höfling Fujiwara no Toshiyuki Kalligraph | ?–907               | Heian-Zeit                    |              |
| 019 | Ise                                                               | 伊勢                            | Konkubine des Uda tennō | 872–938             | Heian-Zeit                    |              |
| 020 | Motoyoshi Motoyoshi-shinnō                                        | 元良 元良親王                   | „kaiserlicher“ Prinz Motoyoshi Sohn des Yōzei tennō | 890–943             | Heian-Zeit                    |              |
| 021 | Sosei Sosei hōshi                                                 | 素性 素性法師                   | Mönch Sosei Hochrangiger buddhistischer Mönch auf dem Hieizan | ?–ca. 910           | Heian-Zeit                    |              |
| 022 | Fun’ya no Yasuhide                                                | 文屋康秀                        | Vater von Fun’ya no Asayasu | ?                   | Heian-Zeit                    |              |
| 023 | Ōe no Chisato                                                     | 大江千里                        | Konfuzianistischer Philosoph | ?                   | Heian-Zeit                    |              |
| 024 | Sugawara no Michizane, auch Kanke genannt                         | 菅原道真, 菅家                  | Hochrangiger Beamter und Gelehrter | 845–903             | Heian-Zeit                    |              |
| 025 | Fujiwara no Sadakata Sanjō no udaijin                             | 藤原定方 三条右大臣             | „Minister zur Rechten“ Sanjō Vater von Fujiwara no Asatada | 873–932             | Heian-Zeit                    |              |
| 026 | Fujiwara no Tadahira Teishin-kō                                   | 藤原忠平 貞信公                 | „Fürst“ Teishin Sohn von Fujiwara no Mototsune und Vater von Fujiwara no Kaneie, sowie Regent unter dem Suzaku tennō                                                                             | 880–949             | Heian-Zeit                    |              |
| 027 | Fujiwara no Kanesuke chūnagon Kanesuke                            | 藤原兼輔 中納言兼輔             | „Hofberater“ Kanesuke | 877–933             | Heian-Zeit                    |              |
| 028 | Minamoto no Muneyuki Minamoto no Muneyuki ason                    | 源宗于 源宗于朝臣               | Höfling Minamoto no Muneyuki Enkel des Kōkō tennō | ?–940               | Heian-Zeit                    |              |
| 029 | Ōshikōchi no Mitsune                                              | 凡河内躬恒                      | Hochrangiger Beamter und Kompilator des Kokin-wakashū | ca. 859–925 (?)     | Heian-Zeit                    |              |
| 030 | Mibu no Tadamine                                                  | 壬生忠岑                        | Vater von Mibu no Tadami und Kompilator des Kokin-wakashū | 860–920             | Heian-Zeit                    |              |
| 031 | Sakanoue no Korenori                                              | 坂上是則                        | | ? – 930             | Heian-Zeit                    |              |
| 032 | Harumichi no Tsuraki                                              | 春道列樹                        | | ?–920               | Heian-Zeit                    |              |
| 033 | Ki no Tomonori                                                    | 紀友則                          | Kompilator des Kokin-wakashū | ca.?–907            | Heian-Zeit                    |              |
| 034 | Fujiwara no Okikaze                                               | 藤原興風                        | | ?                   | Heian-Zeit                    |              |
| 035 | Ki no Tsurayuki                                                   | 紀貫之                          | Kalligraph und Kompilator des Kokin-wakashū | 866/872–945         | Heian-Zeit                    |              |
| 036 | Kiyohara no Fukayabu                                              | 清原深養父                      | Großvater von Kiyohara no Motosuke und Urgroßvater von Sei Shōnagon | ?                   | Mittlere Heian-Zeit           |              |
| 037 | Fun’ya no Asayasu                                                 | 文屋朝康                        | Sohn von Fun’ya no Yasuhide | ?                   | Mittlere Heian-Zeit           |              |
| 038 | Ukon                                                              | 右近                            | Hofdame des Daigo tennō | ?                   | Mittlere Heian-Zeit           |              |
| 039 | Minamoto no Hitoshi sangi Hitoshi                                 | 源等 参議等                     | „Staatsrat“ Hitoshi | 880–951             | Heian-Zeit                    |              |
| 040 | Taira no Kanemori                                                 | 平兼盛                          | | ?–991               | Heian-Zeit                    |              |
| 041 | Mibu no Tadami                                                    | 壬生忠見                        | Sohn von Mibu no Tadamine | ?                   | Mittlere Heian-Zeit           |              |
| 042 | Kiyohara no Motosuke                                              | 清原元輔                        | Enkel von Kiyohara no Fukayabu und Vater von Sei Shōnagon | 908–990             | Heian-Zeit                    |              |
| 043 | Fujiwara no Atsutada gonchūnagon Atsutada                         | 藤原敦忠 権中納言敦忠           | „Großminister“ Atsutada | 906–943             | Heian-Zeit                    |              |
| 044 | Fujiwara no Asatada chūnagon Asatada                              | 藤原朝忠 中納言朝忠             | „Hofberater“ Asatada Sohn von Fujiwara no Sadakata | 910–967             | Heian-Zeit                    |              |
| 045 | Fujiwara no Koretada (auch: Koremasa) Kentoku-kō                  | 藤原伊尹 謙徳公                 | „Fürst“ Kentoku Erster Sohn von Fujiwara no Morosuke und Vater von Fujiwara no Yoshitaka, sowie Regent von 670 bis 672 unter dem En’yū tennō                                                     | 924–972             | Heian-Zeit                    |              |
| 046 | Sone no Yoshitada                                                 | 曽禰好忠                        | | ?                   | Mittlere Heian-Zeit           |              |
| 047 | Egyō Egyō hōshi                                                   | 恵慶 恵慶法師                   | Mönch Egyō | ?                   | Mittlere Heian-Zeit           |              |
| 048 | Minamoto no Shigeyuki                                             | 源重之                          | | ?–ca. 1000 (?)      | Mittlere Heian-Zeit           |              |
| 049 | Ōnakatomi no Yoshinobu Ōnakatomi no Yoshinobu ason                | 大中臣能宣 大中臣能宣朝臣       | Höfling Ōnakatomi no Yoshinobu Großvater von Ise no Taifu | 921–991             | Heian-Zeit                    |              |
| 050 | Fujiwara no Yoshitaka                                             | 藤原義孝                        | Sohn von Fujiwara no Koretada und Vater des Kalligraphen Fujiwara no Yukinari | 954–974             | Heian-Zeit                    |              |
| 051 | Fujiwara no Sanekata Fujiwara no Sanekata ason                    | 藤原実方 藤原実方朝臣           | Höfling Fujiwara no Sanekata | ?–999               | Mittlere Heian-Zeit           |              |
| 052 | Fujiwara no Michinobu Fujiwara no Michinobu ason                  | 藤原道信 藤原道信朝臣           | Höfling Fujiwara no Michinobu | 972–994             | Heian-Zeit                    |              |
| 053 | anonym udaishō Michitsuna no haha                                 | 右大将道綱母                    | Mutter des Hauptmanns der „kaiserlichen“ Leibgarde zur Rechten Michitsuna Mutter von Fujiwara no Michitsuna                                                                                      | 936(?)–995          | Heian-Zeit                    |              |
| 054 | Takashinano Kishi (kurz: Takako) Gidōsanshi no haha               | 高階貴子 儀同三司母             | Mutter von Gidōsanshi möglich ist auch die Übersetzung Mutter des vorläufigen „Großkanzlers“ | ?–996               | Heian-Zeit                    |              |
| 055 | Fujiwara no Kintō dainagon Kintō                                  | 藤原公任 大納言公任             | „Oberhofberater“ Kintō Hofbeamter, Kalligraph, sowie Sohn des Regenten Fujiwara no Yoritada | 966–1041            | Heian-Zeit                    |              |
| 056 | Izumi Shikibu                                                     | 和泉式部                        | Tochter von Ōe no Masamune, Gouverneur der Provinz Echizen, Ehefrau von Tachibana no Michisada, Gouverneur der Provinz Izumi, Mutter von Koshikibu no Naishi, sowie Hofdame                      | ca. 978(?)–?        | Mittlere Heian-Zeit           |              |
| 057 | Murasaki Shikibu                                                  | 紫式部                          | Hofdame und Autorin des Genji Monogatari | ca. 979(?)–1016(?)  | Mittlere Heian-Zeit           |              |
| 058 | Daini no Sanmi, Pseudonym für Fujiwara no Kataiko (auch: Kenshi)  | 大弐三位, 藤原賢子              | Amme des Go-Reizei tennō | ca. 999(?)–1082(?)  | Mittlere Heian-Zeit           |              |
| 059 | Akazome Emon                                                      | 赤染衛門                        | Hofdame | ca. 956(?)–1041     | Mittlere Heian-Zeit           |              |
| 060 | Koshikibu Koshikibu no naishi                                     | 小式部 小式部内侍               | „Ehrendame“ Koshikibu Tochter von Izumi Shikibu | 999–1025            | Heian-Zeit                    |              |
| 061 | Ise no Taifu (auch: Ōsuke)                                        | 伊勢大輔                        | Hofdame | ca. 989(?)–1060(?)  | Heian-Zeit                    |              |
| 062 | Sei Shōnagon                                                      | 清少納言                        | Tochter von Kiyohara no Motosuke, Autorin des Makura no Sōshi (Kopfkissenbuch), sowie Hofdame | ca. 966(?)–1025(?)  | Heian-Zeit                    |              |
| 063 | Fujiwara no Michimasa sakyō no daibu Michimasa                    | 藤原道雅 左京大夫道雅           | „Haushofmeister“ des linken Hauptstadtbezirks Michimasa Beamter in der Hauptstadt | 992–1054            | Heian-Zeit                    |              |
| 064 | Fujiwara no Sadayori gonchūnagon Sadayori                         | 藤原定頼 権中納言定頼           | „Großminister“ Sadayori | 995–1045            | Heian-Zeit                    |              |
| 065 | Sagami                                                            | 相模                            | | ca. 998(?)–1061     | Heian-Zeit                    |              |
| 066 | Gyōson saki no daisōjō Gyōson                                     | 行尊 前大僧正行尊               | ehemaliger oberster Mönch Gyōson Hochrangiger Priester der Tendai-shū und Abt am Byōdō-in | 1055–1135           | Heian-Zeit                    |              |
| 067 | Suō Suō no naishi                                                 | 周防 周防内侍                   | „Ehrendame“ Suō | ca. 1037(?)–1109(?) | Späte Heian-Zeit              |              |
| 068 | Sanjō Sanjō-in                                                    | 三条 三条院                     | abgedankter „Kaiser“ Sanjō 67. Tennō | 976–1017            | Heian-Zeit                    |              |
| 069 | Nōin Nōin hōshi                                                   | 能因 能因法師                   | Mönch Nōin Buddhistischer Mönch | 988–ca. 1058(?)     | Mittlere Heian-Zeit           |              |
| 070 | Ryōzen Ryōsen hōshi                                               | 良暹 良暹法師                   | Mönch Ryōsen Buddhistischer Mönch | ?                   | Mittlere Heian-Zeit           |              |
| 071 | Minamoto no Tsunenobu dainagon Tsunenobu                          | 源経信 大納言経信               | „Oberhofberater“ Tsunenobu Hochrangiger Beamter und Musiker, sowie Vater von Minamoto no Toshiyori und Großvater von Shune Hoshi                                                                 | 1016–1097           | Heian-Zeit                    |              |
| 072 | Kii Yūshi naishinnō-ke no Kii                                     | 紀伊 祐子内親王家紀伊           | Kii, „Zofe“ der „kaiserlichen“ Prinzessin Yūshi Hofdame | ?                   | Heian-Zeit                    |              |
| 073 | Ōe no Masafusa gonchūnagon Masafusa                               | 大江匡房 権中納言匡房           | „Großminister“ Masafusa Hofgelehrter | 1041–1111           | Heian-Zeit                    |              |
| 074 | Minamoto no Toshiyori Minamato no Toshiyiri ason                  | 源俊頼 源俊頼朝臣               | Höfling Ariwara no Narihira Sohn von Minamoto no Tsunenobu und Vater von Shune hoshi | 1055–1129           | Heian-Zeit                    |              |
| 075 | Fujiwara no Mototoshi                                             | 藤原基俊                        | | 1060–1142           | Heian-Zeit                    |              |
| 076 | Fujiwara no Tadamichi hosshōji nyūdo saki no kanpaku daijō daijin | 藤原忠通 法性寺入道関白太政大臣 | ehemaliger „Großkanzler“ und oberster Berater (des „Kaisers“), (jetziger) buddhistischer Novize Hochrangiger Beamter und Sohn des Regenten Fujiwara no Tadazane                                  | 1097–1164           | Heian-Zeit                    |              |
| 077 | Sutoku Sutoku-in                                                  | 崇徳 崇徳院                     | abgedankter „Kaiser“ Sutoku 75. Tennō | 1119–1164           | Heian-Zeit                    |              |
| 078 | Minamoto no Kanemasa                                              | 源兼昌                          | | ?                   | Mittlere bis späte Heian-Zeit |              |
| 079 | Fujiwara no Akisuke sakyō no daibu Akisuke                        | 藤原顕輔 左京大夫顕輔           | „Haushofmeister“ des linken Hauptstadtbezirks Akisuke Vater von Fujiwara no Kiyosuke | 1090–1155           | Heian-Zeit                    |              |
| 080 | Horikawa Taiken-mon’in no Horikawa                                | 堀河 待賢門院堀河               | Horikawa, (Mitglied des Haushalts) der „Kaiserwitwe“ Taiken Hofdame | ?                   | Späte Heian-Zeit              |              |
| 081 | Fujiwara no Sanesada go-Tokudaiji sadaijin                        | 藤原実定 後徳大寺左大臣         | der verstorbene „Minister zur Linken“ Tokudaiji Cousin von Fujiwara no Teika | 1139–1192           | Heian-Zeit/Kamakura-Zeit      |              |
| 082 | Dōin, vorheriger Name Fujiwara no Atsuyori Dōin hōshi             | 道因, 藤原敦頼 道因法師         | Mönch Dōin Buddhistischer Mönch | 1090–ca. 1182(?)    | Späte Heian-Zeit              |              |
| 083 | Fujiwara no Toshinari kotaikō-gū no daibu Shunzei                 | 藤原俊成 皇太后宮大夫俊成       | Shunzei, „Haushofmeister“ des großen Palastes der „Kaiserin“ Hofbeamter und später buddhistischer Priester, sowie Vater von Fujiwara no Teika und Fujiwara Toshinari no Musume                   | 1114–1204           | Heian-Zeit/Kamakura-Zeit      |              |
| 084 | Fujiwara no Kiyosuke Fujiwara no Kiyosuke ason                    | 藤原清輔 藤原清輔朝臣           | Höfling Fujiwara no Kiyosuke Sohn von Fujiwara no Akisuke | 1104–1177           | Heian-Zeit                    |              |
| 085 | Shun’e Shun’e hōshi                                               | 俊恵 俊恵法師                   | Mönch Shun’e Buddhistischer Mönch am Tōdai-ji, sowie Enkel von Minamoto no Tsunenobu und Sohn von Minamoto no Toshiyori                                                                          | 1113–ca. 1191(?)    | Späte Heian-Zeit              |              |
| 086 | Saigyō, vorheriger Name Satō Norikiyo Saigyō hōshi                | 西行, 佐藤義清 西行法師         | Mönch Saigyō Buddhistischer Wandermönch | 1118–1190           | Heian-Zeit/Kamakura-Zeit      |              |
| 087 | Jakuren Jakuren hōshi                                             | 寂蓮 寂蓮法師                   | Mönch Jakuren Buddhistischer Mönch und Cousin von Fujiwara no Teika | ca. 1139(?)–1202    | Heian-Zeit/Kamakura-Zeit      |              |
| 088 | anonym Kōka mon’in no bettō                                       | 皇嘉門院別当                    | „Verwalterin“ (des Haushalts) der „Kaiserwitwe“ Kōka | ?                   | Späte Heian-Zeit              |              |
| 089 | Shokushi-, (auch: Shikishi) Shokushi-naishinnō                    | 式子 式子内親王                 | „kaiserliche“ Prinzessin Shokushi Dritte Tochter des Go-Shirakawa tennō | ca. 1149(?)–1201(?) | Späte Heian-Zeit              |              |
| 090 | anonym Inpu mon’in no taifu                                       | 殷富門院大輔                    | „Zofe“ der „Kaiserwitwe“ Inpu Tochter von Fujiwara no Nobunari | ca. 1130(?)–1200(?) | Späte Heian-Zeit              |              |
| 091 | Kujō Yoshitsune Gokyōgoku sesshō saki no daijō daijin             | 藤原良経 後京極摂政太政大臣     | Regent von Gokyōgoku und ehemaliger Großkanzler Hochrangiger Beamter | 1169–1206           | Heian-Zeit/Kamakura-Zeit      |              |
| 092 | Nijō-in no Sanuki                                                 | 讃岐 讃岐二条院                 | Sanuki, (Hofdame) des abgedankten „Kaisers“ Nijō | ca. 1141(?)–1217(?) | Heian-Zeit/Kamakura-Zeit      |              |
| 093 | Minamoto no Sanetomo Kamakura no udaijin                          | 源実朝 鎌倉右大臣               | der Minister zur Rechten in der Kamakura(-Zeit) Dritter Shōgun des Kamakura-Shōgunats, Sohn von Minamoto no Yoritomo und Hōjō Masako, sowie jüngerer Bruder von Minamoto no Yoriie               | 1192–1219           | Kamakura-Zeit                 |              |
| 094 | Asukai Masatsune sangi Masatsune                                  | 飛鳥井雅経 参議雅経             | „Staatsrat“ Masatsune | 1170–1221           | Kamakura-Zeit                 |              |
| 095 | Jien saki no daisōjō Jien                                         | 慈円 前大僧正慈円               | ehemaliger oberster Mönch Jien Historiker und buddhistischer Mönch auf dem Hiei-zan | 1155–1225           | Kamakura-Zeit                 |              |
| 096 | Saionji Kintsune nyūdō saki no daijō daijin                       | 西園寺公経 入道前太政大臣       | (jetziger) Novize und ehemaliger „Großkanzler“ | 1171–1244           | Kamakura-Zeit                 |              |
| 097 | Fujiwara no Teika (auch: Sada’ie) gonchūnagon Sada’ie             | 藤原定家 権中納言定家           | „Großminister“ Sada’ie Kalligraph, Schriftsteller, Literaturkritiker und Kompilator des Ogura Hyakunin Isshu, sowie Sohn von Fujiwara no Toshinari und Cousin von Tokudaiji Sadaijin und Jakuren | 1162–1241           | Kamakura-Zeit                 |              |
| 098 | Fujiwara no Ietaka ju-ni-i Ietaka                                 | 藤原家隆 従二位家隆             | Höfling des folgenden zweiten Ranges Ietaka Schüler von Fujiwara no Toshinari und durch Heirat verwandt mit Fujiwara no Teika                                                                    | 1158–1237           | Kamakura-Zeit                 |              |
| 099 | Go-Toba Go-Toba-in                                                | 後鳥羽 後鳥羽院                 | abgedankter „Kaiser“ Go-Toba 82. Tennō | 1180–1239           | Kamakura-Zeit                 |              |
| 100 | Juntoku Juntoku-in                                                | 順徳 順徳院                     | abgedankter „Kaiser“ Juntoku 84. Tennō | 1197–1242           | Kamakura-Zeit                 |              |